# Esley
Esley település Franciaországban, Vosges megyében. Lakosainak száma 170 fő (2022. január 1.). Esley Monthureux-le-Sec, Remoncourt, Senonges, Valfroicourt és Dommartin-lès-Vallois községekkel határos.

## Népesség
A település népességének változása:
| Lakosok száma | 169  | 182  | 194  | 190  | 192  | 193  | 185  | 178  | 170  |
|               | 2013 | 2015 | 2016 | 2017 | 2018 | 2019 | 2020 | 2021 | 2022 |